# Киевска Рус
Киевска Рус (на староруски: Кїѥвскаіа Рѹсь; на украински: Київська Русь; на руски: Киевская Русь; на беларуски: Кіеўская Русь; на латински: Ruthenia) е термин, въведен в употреба от по-късни историци за обозначаване на периода от съществуването на източнославянската държава Рус в Източна Европа от края на 9 век, в резултат на това, че Олег става велик княз на Киев и обединението под властта на поляни и варяги, и князете от династията Рюриковичи до колапса на държавата и окончателна ѝ дезинтеграция в средата на XII век. Киевска Рус е сред най-големите по територия европейски държави през Средновековието.

## Възникване на държавността
В съветската историография има 2 хипотези за образуване на Киевска Рус.
- Норманската теория следва праволинейно текста на „Повест за миналите години“ от XII век:, според която държавността е привнесена от външни източници – викингите (Рюрик, Синеус и Трувор) през 862 г. За основатели на норманската теория се смятат немските учени Готлиб Байер, Герард Фридрих Милер[4] и Август Шльоцер,[5] които работят в Санкт-Петерсбургската академия на науките през XVIII век.
- Антинорманската теория се основава на идеята за невъзможността за построяване на държава без самостоятелно развитие на обществото, което не може да се внесе отвън. Основоположник на тази теория е Михаил Ломоносов. Тази теория се поддържа от съвременни руски историци (например Орлов и др.[6]), които обявяват Норманската теория за несъстоятелна.

Въпросите, дали Рюрик и двамата му братя са основатели на княжеска династия, какъв е произход на варягите, свързано ли е с тях името Рус, продължават да бъдат дискусионни в съвременната историческа наука. Едва с развитието на славистиката и кирилометодиевистиката стават ясни контурите по образуването и формирането на великоруската народност и държавност.

## Рюрик
За основатели на Киев и първи вождове на племето поляни летописната легенда смята братята Кий, Щек и Хорив. Някои източници отнасят тяхната дейност към 9 век, обаче според археологическите данни Киев е по-стар.
Първите сведения за държава на славяни по днепровска (вероятно киевска) локализация в западноевропейски и арабски източници се отнасят към началото и първата третина на IX век. От това време става известен и етнонимът „Русь“.
През 860 г., при византийския император Михаил III, войските на древната Рус провеждат първия известен набег на Константинопол, завършил със сключване на руско-византийски договор за „мир и любов“. Повесть временных лет (Начална руска летопис) приписва този поход на управляващите в Киев варяги Асколд и Дир, независими от Рюрик, и го датира в по-късно време (866 г.). Походът довежда до така наричаното първо кръщаване на Рус, известно по византийски източници.[източник? (Поискан преди 8 дни)]
Фактически началото на руската държавност се отнася към 862 г., когато става така нареченото „Призоваване на варягите“. Според Повесть временных лет, хората в Новгород изгонват варягите, управлявали тези земи, постигайки независимост, но това довежда до хаос и анархия. Затова през 862 руски пратеници начело с новгородския старейшина Гостомысл „призовават варягите“, молейки ги да поемат властта в града.

През 6370 (862). И изгониха варягите зад морето, и не дадоха им дан, и почнаха да управляват себе си. И нямаше ред помежду тях, и род се нахвърли на род, и имаше междуособици сред тях, воюваха един срещу друг
В оригинал 
В лѣто 6370. И изгнаша варягы за море, и не даша имъ дани, и почаша сами в собѣ володѣти. И не бѣ в нихъ правды, и въста родъ на род, и быша усобицѣ в них, и воевати сами на ся почаша
Делегацията се връща с варяжкия княз Рюрик и двамата му братя: Синеус и Трувор. Рюрик става княз в Новгород (Според Първата новгородска летопис. Обаче според Начална руска летопис, той си остава в Ладога), Синеус поема Белоозеро (Бяло Езеро), Трувор – Изборск. Според редица историци, е възможно, че Рюрик, ако е съществувал, пристига в Рус сам, без братята си, а тяхното „появяване“ е резултат на грешен превод, сиреч те никога не са съществували.

Батко Рюрик сяда (става владетел) в Ладога, а другият [брат], Синеус – в Бяло Езеро (Белоозеро), а третият [брат], Трувор в Изборск. И от онези варяги поема името си Руската земя [държава]
В оригинал 
И сѣде старѣйший в Ладозѣ Рюрикъ, а другий, Синеусъ на Бѣлѣ озерѣ, а третѣй Труворъ въ Изборьсцѣ. И от тѣхъ варягъ прозвася Руская земля

Батко, чието име беше Рюрик, седна в Новгород. А другият [брат], Синеус, седне в Белоозеро. А третият [брат] в Изборск, а името му беше Трувор. От онези варяги нарече се Рус.
В оригинал 
И сѣде старѣишии в Новѣгородѣ, бѣ имя ему Рюрикъ; а другыи сѣде на Бѣлѣозерѣ, Синеусъ; а третеи въ Изборьскѣ, имя ему Труворъ. И от тѣх Варягъ, находникъ тѣхъ, прозвашася Рус
През 864 г. Рюрик става едноличен владетел на новгородските земи, тъй като и двамата му братя умират. По някое време преди смъртта си (879 г.), Рюрик праща двамата си войводи Асколд и Дир надолу по реките, и те остават в Киев, поемайки, според Началната руска летопис, властта в Киев и повече не се подчинявайки на Рюрик. Някои историци смятат, че те не са войводи на Рюрик, а наследници на изконната княжеска династия на Киев, обаче това слабо може да обясни норманските им имена.
В източници, датирани не по-рано от XVI век, се споменава въстанието срещу властта на Рюрик, оглавено от Вадим Новгородския (Храбрия), обаче тази информация не може да се смята за напълно достоверна. Разбира се, че и самата личност на Рюрик е митологична и нейното съществуване няма как да бъде нито потвърдено, нито оборено. Има различни версии за неговия произход, най-известните сред които са, че Рюрик е варяг, или че е славянин, или че не е съществувал. Важно е и това, че такъв тип легенда, разказваща за призоваване на братята отвън да станат владетели, е доста разпространена в историята на редица европейски държави (Англия като пример), така че легендата за Рюрик може да е само продължение на летописната традиция.
Интересно е, че понякога се срещало названието „Гардарики“, сиреч „държава на градове“ – така викингите също наричали Рус.

## Олег
През 882 г. по летописната хронология полулегендарният княз Олег, без да е роднина на Рюрик, завладява Киев, като убива Асколд и Дир. Легендата гласи, че князът пристига в Киев маскиран като търговец, а дружината му се скрива в ладиите. Когато Асколд и Дир срещат „търговеца“, Олег им показва Игор и казва: „Не сте князе и не сте от княжеския род. Аз съм Олег, а ето го Игор, син на Рюрик“, след което дружината излиза от ладиите и убива двамата князе. Олег превзема Киев и го обявява за столица на своята държава („Да е майка на руските градове“). При Олег южните руски територии се избавят от зависимостта си от Хазарския хаганат. Олег също разпространява своята власт, като подчинява други източнославянски племена, като пример: древляни и северяни. През 907 г. Олег предприема поход срещу Византийската империя. В Началната руска летопис присъства легендарният разказ за тази кампания: според източника, след като византийците са блокирали водни пътища към Цариград, Олег разпорежда руските кораби да са измъкнати от водата и да са поставени на колела – благодарение на духащия вятър, ладиите на колела бързо се насочват по земята към стените на византийската столица. След такъв „щурм“, императорът незабавно праща посланици с богати дарове до Олег. Сключен е договор, даващ изгодни условия за търговия на руските търговци. Освен това Олег заковава щита си на портите на Константинопол като символ на победата си. През 911 е сключен още един договор, потвърждаващ условията на предишния, също така в този източник Олег се споменава като „Велик княз“. Съществуването на този договор е достоверно, за разлика от цялата история свързана похода и първия договор, тъй като във византийските хроники няма никаква информация нито за закования щит, нито за договора, нито дори за самата военна кампания. Походът, извършен от руските през 860, и всичките последвали сблъсквания са описани доста подробно, следователно походът през 907 вероятно е още една измислица на Нестор, толкова легендарна, колкото и разказът за смъртта на Олег. Според Началната руска летопис, един магьосник (влъхва) на княза му предсказва смърт от коня. Силна вяра на предсказания от влъхви е доста разпространено явление сред езичници, така че Олег заповядва на слугите си да убият коня му. След няколко години, през 912, князът пита, къде сега се намира конят му, след което получава отговор, че той отдавна е убит. Олег се ядосва, че старецът го е измамил. Потиснат от загубата на любимия си кон, князът заедно с дружината си отива да погледне останките му и да се сбогува. След като Олег е настъпил черепа, от него изпълзява змията, която ухапва княза, и това ухапване за него става фатално. Легендата, също както и в случай с Рюрик, има редица аналогии в европейската история (като пример, Исландия, Англия). Мястото, наречено „Олегова могила“, се намира в Стара Ладога, обаче изобщо няма никаква сигурност, че той е погребан там или че това място някак е свързано с него. В руските източници Олег поема прозвище „Вещий“, което е архаизъм за „пророчески“, „способен да предвиди бъдещето“.

## Игор
Игор става велик княз през 912 г. след смъртта на Олег (което, разбира се, не е точна дата). Между тази година и 940-те фактически има празен интервал, което може да значи, че датировките са много неточни. Трябва да се има предвид, че ако Игор е роден преди 882 г., защото Олег го показва на Асколд и Дир като наследник на Рюрик, след което ги убиват, значи към смъртта си през 945 г. Игор вече е най-малко на 65 години, което има малка вероятност за IX – X век. Освен това има и много въпроси за датата на раждане на Светослав.
Игор извършва 2 военни похода срещу Византия. Първият, през 941 г., завършва неуспешно – почти целият руски флот е унищожен от византийците с така наречен „гръцки огън“. След загубата, Игор се връща с нови войски през 944 г., обаче този поход приключва фактически без битки – Игор получава дан от византийския император, обръща и си тръгва обратно за Киев.
Смъртта на още един руски владетел е заобиколена с историческа мъгла. Според Началната руска летопис, по време на „полюдье“ (процес, когато князът обикаля своите земи и събира данъци от населението) дружината на Игор, като се връща от Искоростен, столицата на племето древляни, започва да се оплаква, че дружината на Свенелд (войвода на Игор) е събрала повече и по-богата дан от други племена, така че тя започва да пита Игор да се върнат и да съберат дан от древляните още веднъж. Игор се съгласява, но това става много грешно решение – древляните казват на княза да си тръгне, но неговата дружина започва да граби Искоростен. Това довежда до пленяването на Игор. Неговите ръце и крака са привързани за дърво, след което то е изправено, и тялото на Игор се разкъсва на парчета. Вероятно решението за повторното събиране на данък е взето от Игор с цел да попълни запасите в хазната, опустошена след войната с Византия.

## Олга
След смъртта на Игор властта формално наследява неговият син Светослав, но поради малолетието на Светослав реалната власт се оказва в ръцете на вдовицата на Игор княгиня Олга. Според Началната руска летопис, княгинята започва управлението си с „четирите мъсти“ за мъжа си.
1. Олга кани сватовници от Искоростен, преструвайки се, че би щяла да се омъжи за древлянския княз Мал. Когато те пристигат, те са попитани да влязат в една ладия, за да ги донесат в нея на ръце към самата княгиня. След като сватовниците са влезли в ладията, слугите на Олга ги донесат до изкопаната яма и ги хвърлят в нея. След това сватовете са закопани живи в ладията.
2. Олга пита да ѝ изпратят нови сватове, и древляните го правят, вероятно надявайки се това да бъде вид прошка за смъртта на мъжа ѝ. Когато те пристигат, слугите ги отвеждат в банята за да се измият преди да се срещнат с княгинята. След като последният сват е влязъл в банята, тя е затворена отвън и запалена. Сватовете изгарят живи.
3. Олга пристига в древлянските земи да се сбогува с мъжа си. Това събитие като обикновено също е съпроводено с пиршество, според славянските традиции. Олга разпорежда древляните да са напоени с голямо количество алкохол, след което те, пияни, са жестоко убити от дружината ѝ.
4. Олга предприема военен поход срещу древляните. По време на тази кампания и обсада на Искоростен, тя казва, че ще се оттегли с всичките си войски само ако обсадените ѝ дадат дан. Древляните ѝ предлагат да си вземе меховете и козината, обаче Олга се отказва и пита само „три гълъба и три врабчета от всеки двор“. След като новата „дан“ е получена, Олга наистина се оттегли от Искоростен, обаче през нощта разпорежда към ръцете на птиците да са прикрепени горящите парчета прахан, след което птиците са пуснати на воля. Гълъбите и врабчетата, връщайки се в гнездата си в града, запалят Искоростен и градът е напълно изпепелен.
След редица изследвания такива начини за отмъщение са признати фактически невъзможни (в особеност последният), така че „четирите мъсти на Олга“, посочени в Началната руска летопис най-вероятно са измислени.
Дата на раждане на княгинята е неизвестна и дори не може да е ограничена с декада, също така, както и неизвестен остава нейният произход. Съществуват различни версии, най-известните сред които са, че тя може да е родена в Псков, че тя е от българска Плиска или че тя е от варяжки род. След посочените четири мъсти, Олга провежда данъчната реформа: фиксират се място, размери и време на събиране на дан. През 955 г. Олга се покръства в Константинопол с името Елена. Така Олга става първи руски човек, документирано станал християнин. Опити ѝ да покръсти сина си Светослав остават безуспешни. Фактически тя седи в Киев и управлява държавата чак до смъртта си, тъй като син ѝ Светослав винаги е зает във военни походи.

## Светослав
Макар че Светослав е син на християнка, сам той до края на живота си остава езичник, за когото войната остава най-важно нещо. През 964 г. Светослав подчинява племето на вятичи – последното племе, не попаднало под властта на великия княз. Също през 964 г. той започва поход срещу Хазарския хаганат, завладява Тмутаракан, Саркел, а през 968 г. превзема Итил. През 968 – 969 г. е извършен поход срещу Първата българска държава, в резултат на който тя е разгромена, територията ѝ е окупирана а Борис II е пленен. Князът има стремеж столицата му да е български Переславец вместо Киев. През 970 – 971 г. Светослав води война срещу Византия, обаче най-накрая я губи и е принуден да се оттегли от българските земи. На връщане той попада в капан в устието на Днепър (въпреки че войвода Свенелд му съветва да избегне минаването по този път) и е убит от печенегите. От черепа на Светослав печенежкият хан Куря си прави чашата, пиенето от която трябва да му добави силите на победения (както и хан Крум си прави чашата от черепа на Никифор I). Светослав има 3 сина: Ярополк, Олег и Владимир, помежду които се избухва първата руска междуособица.

## Междуособица (972 – 980 г.)
След смъртта на Светослав Ярополк става велик княз, Олег получава древлянските земи, а Владимир – новгородските. През 972 г. син на киевски войвода Свенелд, Лют, по време на лов навлиза в земите на Олег, след което е убит. Свенелд, търсейки мъст за сина си, моли Ярополк да започне поход срещу брата. Макар че първоначално той се отказва, през 977 г. поход срещу Олег е започнат. Войските на Олег са разбити и князът, опитвайки се да премине мост заедно с дружината си, загива в блъсканицата, Ярополк оплаква загубата и обвинява Свенелд. През 977 – 978 г. Владимир, разбирайки, че междуособната война е в ход, наема варяги за да попълни войските си и започва поход срещу Ярополк. Един от войводите на Ярополк, Блуд, се оказва предател и сговаря се тайно с Владимир. Блуд примамва Ярополк да излезе и да се срещне с Владимир за преговори, обаче когато той се явява, двама варяги на Владимир го пронизват с мечовете, след което Владимир сам става велик княз.

## Владимир I (Червено слънце, или Свети, или Велики)
След поемането на властта в Киев, Владимир търси начин да укрепи позициите си като владетел на единната руска държава, с други думи – да централизира властта в Рус. Очевидно е, че по времето на X век най-перспективното решение на този проблем ще е обща религия, така, че през 980 г. Владимир провежда първата религиозна реформа. Провъзгласен е пантеон от шестима върховни богове, а в Киев е изградено тяхното главно капище. Тези божества са:
- Перун (божество на гръмотевицата)
- Хърс (божество на слънцето)
- Даждбог (също божество на слънцето)
- Стрибог (божество на ветровете)
- Симаргал (божество на плодородието)
- Мокош (женско божество на домашния уют и земеделието)

Тази идея обаче се проваля, тъй като, макар всички племена и са под властта на великия княз, те си спазват собствената йерархия на божествата, затова те не са доволни от това, че в пантеона са включени само шест. Освен това те са срещу Перун да е върховен бог в Рус, тъй като в местните вярвания това място е отредено на други божества. Взети заедно, тези аспекти по-скоро довеждат до недоволство от действията на Владимир, отколкото до централизация около него. Затова князът търси някакви нови начини да реализира стремежа си, което го довежда до идеята на замяната на религия. Началната руска летопис предоставя следното митологично описание на процеса на избор на религията. В Киев пристигат представители на юдаизъм, католицизъм, православие и ислям. След беседите с всеки един от тях, Владимир се отказва от юдаизма поради това, че еврейският народ сам няма държава, а юдейският Хазарски хаганат е унищожен от баща на Владимир – Светослав. Той се отказва от католицизма, защото го счита за невярна форма на християнството и казва: „предците не го приех, затова тръгвайте си“. Също така той не спира на исляма, тъй като това включва отказването от алкохол. Изборът на Владимир пада на православието, обаче трябва да се има предвид, че основните причини за този избор са политически, а не духовни. Владимир търси начин да закрепи властта си и най-важното е, че намира много влиятелен и силен съюзник – Византия. Владимир поисква дъщерята на византийския император, Анна, да се омъжи за него, обаче за византийската принцеса е невъзможно да стане жена на един езичник. Затова по време на похода си (по сключен договор с Цариград) срещу византийския метежник Варда Фока, князът превзема град Корсун, в който се покръства с името Василий. През 988 г. Владимир покръства Рус, като заповядва на хората в Киев да влязат в Днепър и да проведат обреда на покръстването. В Новгород и редица други територии тази реформа не е приета от населението, което довежда до насилствени начини на въвеждането на християнството. Езическите капища са разрушени, идолите са свалени, а най-главният идол на Перун, намирал се на капището на Владимир, е изваден от земята, бит с камшик и хвърлен в Днепър.
Князът извършва, както и баща му редица военни походи: през 981 той води войските срещу Полша и превзема така наречените Червенски градове (Галиция). През 985 г. Владимир разгромява Волжка България и сключва изгоден за Рус договор с цел да опрости търговията. Един от най-важните проблеми за Рус по това време е непрекъснатите набези на печенегите, което силно влошава положението на границите на държавата, докато князът е на друг поход. Следствието на тази заплаха е мнозинство сблъсквания между двете страни и изграждането на отбранителни укрепления на руските граници.
За първи път в руската история се споменава тризъбец като символ на княжеската власт. Сега в същата форма той е символ на украинската държавност. През 990-те в Киев е започнато строителството на първия руски храм – Десятинная церковь (Десетинната църква), наречена така, защото Владимир отдава 1/10 част от княжеските си доходи, за да изгради тази църква. Владимир започва сеченето на монети, вместо използваните преди това гривни, които изглеждали като малък слитък сребро. Новите пари получават названията златник и сребърник.
Въпреки съвременния светъл образ на този княз, представящ го като праведен и религиозен човек, всъщност това има малко общо с реалния живот. Като пример, дори според Началната руска летопис, преди покръстването на Рус Владимир е имал повече от 800 наложници. Също преди да убие Ярополк и да поеме властта в Киев, Владимир на похода си влиза в Полоцк, където той изнасилва Рогнеда, дъщеря на полоцкия княз Рогволд, след което го убива и пленява Рогнеда. Причината за отказа на Рогнеда да стане жена на Владимир е неговият произход, тъй като Владимир е роден от Малуша, която е била наложница, сиреч нейният произход не е знатен. През 987 г. Рогнеда се опитва да убие мъжа си, обаче не успява, след което тя е пратена в изгнание в полоцките земи.
Владимир умира през 1015 г. и синовете му поемат власт в Рус.

## Междуособица (1015 – 1019 г.)
През 1014 един от синовете на Владимир, Ярослав, управлявал в Новгород, се отказва да се подчинява на баща си, което принуждава Владимир да започне военен поход срещу сина си. Но през 1015 г. великият княз умира, походът се отменя, а руските земи си остават в ръцете на Владимировичи, синовете на Владимир. Властта в Киев поема Святополк, който е осиновеният син на Владимир, тъй като истинският му родител е Ярополк, убит от варягите на Владимир по време на първата междуособица. Двамата братя, Борис и Глеб, се отказват от каквато и да е борба срещу Святополк и го признават за велик княз, обаче най-възрастният син на Владимир, който е Ярослав, не се съгласява с такъв ход на събитията и започва военен поход срещу Святополк. През 1015 г. Борис и Глеб са убити, според Началната руска летопис, от Святополк, поради което той поема прозвището „Окаянный“, сиреч окаян, злочест, проклет. Обаче според съвременните исторически проучвания, най-вероятно е, че истинският убийца на братята е Ярослав и варяжките му наемници. През 1072 г. убитите са признати за руски светци и са първи сред тях. След битката при Любеч през 1016 г. Ярослав поема властта в Киев, изгонвайки Святополк, който обаче се завръща с полските войски на Болеслав I, който е тъстът му, така че Ярослав е принуден да избяга. През 1019 г. се случва последното сражение в тази междуособица – битката на река Алта, която Святополк загубва и завинаги загубва Рус. Също през 1019 г. той умира по пътя за Полша, а Ярослав става велик княз на Киев.

## Ярослав I Мъдри
Управлението на Ярослав започва през 1019 г. след битката на Алта, така че той става владетел на всичките руски земи, но през 1026 г. от тях остава само половината. Причината е конфликт с Мстислав, княз в Тмутаракан. Мстислав напада източната част на Рус и превзема Чернигов, а след битката при Листвен дори принуждава Ярослав да избяга. През 1026 г. двамата князе подписват споразумението, според което руските земи са разделени на две части по руслото на Днепър, западната е на Ярослав със столицата в Киев, източната е на Мстислав със столицата в Чернигов, и така продължава чак до 1036 г. , когато по време на лов Мстислав умира и Ярослав става едноличен владетел на Рус. Князът извършва редица военни кампании срещу съседните балтийски и степни народи – така, като пример, след похода си срещу балтийското племе чудь, той основава град Юрьев, който сега е на територията на Естония и носи името Тарту. Градът е наречен Юрьев, тъй като името на Ярослав след покръстването е Юрий, взаимозаменимо с Георгий. След победата над печенегите, князът заповядва една голяма църква да бъде изградена в столицата в чест на това събитие – от 1037 до 1041 г. се строи катедрален храм „Света София“ в Киев. Общо построени са три най-известни катедрали: „Света София“ в Киев (1037 – 1041 г.), в Новгород (1045 – 1050 г.) и в Полоцк (1030 – 1060 г.), обаче до нашето време първоначалния си облик е запазила само новгородската.
Времето на Ярослав се счита за епоха на културното развитие поради откритието на нови училища, строителството на храмове и създаването на първия руски законодателен източник – Руската Правда. Благодарение на тази деятелност Ярослав поема прозвището „Мъдри“. През 1051 г. Иларион става руски митрополит, макар че това е решението не на константинополския патриарх, а на Ярослав. Обаче в действията на Ярослав има и една голяма грешка, по-късно довела Рус до пълната ѝ децентрализация, и това е установяването на лествичното право. Поради тази неефективна система в държавата избухват нови междуособни войни. Лествичното право е уникална система при която държава е разделена на отделни територии, властта в които поемат членове на управляваща династия според старшинството си, така че в състезанието за властта се намесват не само синове на починал монарх, но и фактически всички роднини, което провокира непрестанни войни.
Ярослав умира през 1054 г. и е очевидно, че след това трябва да се случи една нова междуособица.

## Триумвират на Ярославичи
След смъртта на Ярослав през 1054 г. властта в Рус поемат тримата му синове: Изяслав, Светослав, Всеволод. Разбирайки опасността на разпад на държавата в случай на нова междуособна война те сключват така наречен Триумвират на Ярославичи, сиреч договор за делението на руските земи между себе си и отказ от намеси в управлението на един друг. Това равновесие обаче не успява да съществува продължително: през 1068 в Киев избухва въстанието срещу Изяслав, който не може да защити столицата от нашествието на появили се в степите половци – руските войски са разбити в битката на Алта. Князът си връща престола с полска военна помощ през 1069, обаче кризата на княжеската власт вече е очевидна. През 1073 г. Светослав и Всеволод се обединяват и изгонват Изяслав от столицата – Светослав става велик княз на Киев, а след като той умира през 1076 г. престолът е в ръцете на Всеволод. Неочаквано през същата година и отново с помощта на Полша в Киев се връща Изяслав и изгонва Всеволод, след което става велик княз на Киев трети път. Изяслав признава Всеволод за владетел, но с това не се съгласява Олег, който е син напочиналия Светослав. През 1078 г. се случва битката на Нежатина нива, в която Изяслав загива. Олег получава Тмутаракан, а владетел в Киев отново става Всеволод и съхранява този титул чак до смъртта си през 1093 г.
По време на управлението на Ярославичи се разширява Руската правда, законодателен кодекс на Ярослав. Новияр кодекс поема названието „Правда на Ярославичите“.

## Любечкият съвет
През 1093 – 1095 г. се извършват няколко големи походи на половци срещу Рус, които стигат чак до околностите на Киев. Към външната угроза се добавя редица противоречия помежду князете, което стига до военни сблъсквания. Само през 1097 г. по инициатива на Владимир Всеволодович Мономах се събира Любечкият съвет, резултатът на който се описва с фразата, посочена в Първата руска летопис: „Каждый да держит отчину свою“, сиреч „Всеки да държи своята земя“. Въпреки това решение за окончателното деление на Рус, междуособиците не изчезват, а само се усилват и дори се стига до ослепяването на един от князе – Василко Ростиславич.
Извършват се няколко походи срещу половците, в които руските войски успяват да вземат връх: битката на Сутен (1103 г.), битката на Сула (1107 г.), битката на Салница (1111 г.). Решението за извършването на обширна военна кампания е взето на Долобски конгрес през 1103 г., което също има влияние върху временното намаляване на противоречия между князете. Походите води синът на Всеволод Ярославич – Владимир Мономах, който през 1113 г. става велик княз на Киев.

## Търговия
Най-важните търговски пътища на Древна Рус са:
- Големият Волжки път, започващ от Стара Ладога към Каспийско море и нататък към Хорезъм в Средна Азия, Персия и Закавказието;
- пътят „От варягите към гърците“, започващ от Варяжкото море, по река Ладога, по реките Волхов и Днепър, водещ в Черно море и Дунавска България и Византия (по този път през Дунав може да се стигне до Велика Моравия);
- сухопътният път, започващ в Прага и през Киев водещ до Волга и по-нататък в Азия.

## Велики киевски князе (882 – 1132)
- Рюрик (†879) (862 – 879), княз новгородски, родоначалник на династията Рюриковичи
- Олег (†912) (882 – 912), 1-ви велик киевски княз, родственик на Рюрик, княз новгородски (879 – 882)
- Игор I Рюрикович (876 – 945) (912 – 945), син на Рюрик, княз новгородски (882 – 912)
- Светослав I Игоревич (ок. 930 – 972) (945 – 972), син на Игор I
- Ярополк I Светославович (†980) (972 – 980), втори син на Светослав I, княз новгородски (977 – 979)
- Владимир I Светославович Велики (†15.7.1015) (980 – 1015), първи син на Светослав I, княз новгородски (969 – 977; 979 – 987)
- Святополк I Владимирович Окаяния (ок. 980 – 1019/1020) (1015 – 1016; 1018 – 1019), пети син на Владимир I, княз турово-пински (989 – 1015)
- Ярослав I Владимирович Мъдри (†20.2.1054) (1016 – 1018; 1019 – 1054), трети син на Владимир I, княз новгородски (1010 – 1019), княз ростово-суздалски (989 – 1010), княз тмутаракански (1036 – 1054), княз черниговски (1036 – 1054)
- Изяслав I Ярославович (1024 – 3.10.1078) (1054 – 1068; 1069 – 1073; 1077 – 1078), трети син на Ярослав I, княз новгородски (1052 – 1054), княз турово-пински (1042 – 1052)
- Всеслав Брячиславович (†14.4.1101) (1068 – 1069), правнук на Владимир I, княз полоцки (1044 – 1067; 1070; 1071 – 1101)
- Светослав II Ярославович (1027 – 27.12.1076) (1073 – 1076), четвърти син на Ярослав I, княз черниговски (1054 – 1073), княз владимиро-волински (? -1054)
- Всеволод I Ярославович (1030 – 13.4.1093) (1077; 1078 – 1093), пети син на Ярослав I, княз переяславски (1054 – 1073), княз ростово-суздалски (1054 – 1066), княз тмутаракански (1079 – 1081), княз черниговски (1073 – 1076; 1077 – 1078)
- Святополк II Изяславович (1050 – 16.4.1113) (1093 – 1113), втори син на Изяслав I, княз смоленски (1064 – 1069), княз полоцки (1069 – 1072), княз туровсо-пински (1072; 1077 – 1078), княз на Полша (1073 – 1077), княз новгородски (1078 – 1088), княз туровски и вишгородски (1088 – 1093)
- Владимир II Всеволодович Мономах (1053 – 19.5.1125) (1113 – 1125), първи син на Всеволод I, княз ростовски (1066 – 1073), княз черниговски (1077; 1077 – 1078; 1078 – 1094), княз переяславски (1094 – 1113)
- Мстислав I Владимирович Велики (1076 – 15.4.1132) (1125 – 1132), първи син на Владимир II, княз новгородски (1088 – 1095; 1095 – 1113; 1114 – 1117), княз ростовски (1095).[7][8][9]